# トーキョー・ジャーニー
『トーキョー・ジャーニー』は、MONONOKEが2023年11月29日にビクターエンタテインメントからリリースしたメジャーデビュー作となる配信シングルである。

## 概要
- 兵庫県明石市出身・在住で、当時19歳のシンガーソングライター・MONONOKEのメジャーデビューシングル[2]。ビクターエンタテインメントより2023年11月29日にリリースされた[2]。
- サウンドプロデューサーにESME MORIを迎えて制作された[3]。
- 11月21日にリリースを発表。同日放送された兵庫エフエム放送の番組「Wave!!!!」で初オンエア[4]。
- MVはリリースから7日後の12月6日に自身の公式YouTubeチャンネルで公開。映像作家のかとうみさとが監督し、女優の桃果が出演している。

## 収録曲
1. トーキョー・ジャーニー [4:18]
作詞・作曲：MONONOKE
編曲：ESME MORI
  - 10代ならではの焦りや不安が表現された楽曲[1]。
  - MONONOKEは「東京で周りを流れる人の波や時間の速さに驚き、呑まれていくような感情を抱いた。大人になる途中で、自分で私生活を作っていかないといけないことが焦りや不安をさらに加速させる。今あるものをその瞬間だけ取っ払うきっかけになると良いなと思います。」とコメントしている[1]。